# Dąbie (województwo małopolskie)
Dąbie – wieś w Polsce położona w województwie małopolskim, w powiecie myślenickim, w gminie Raciechowice. W latach 1975–1998 miejscowość administracyjnie należała do województwa krakowskiego.

## Położenie
Miejscowość położona jest w dolinie rzeki Stradomka, na granicy dwóch regionów geograficznych: Beskidu Wyspowego i Pogórza Wiśnickiego.

## Historia
W krakowskim "Czasie" w dniu 26 stycznia 1897 roku ukazał się nekrolog "Franciszek Ksawery z Górnego Michałowa Jasieńczyk-Michałowski zmarł w majątku swym Dąbie pod Wieliczką dnia 23 b. m. przeżywszy lat 64.". Został pochowany w grobie rodzinnym w Raciechowicach.